# Куринка (приток Моломы)
Куринка — река в России, протекает в Котельничском районе Кировской области. Устье реки находится в 50 км по правому берегу реки Молома. Длина реки составляет 41 км, площадь водосборного бассейна 359 км².
Исток реки у деревни Верхнее Курино в 38 км к северо-западу от Котельнича. Генеральное направление течения — восток, река протекает в среднем течении крупное село Макарье, центр Макарьевского сельского поселения. Впадает двумя рукавами в Молому, южный рукав впадает в селе Курино, северный — километром выше по течению.

## Притоки (км от устья)
- 16 км: река Мостовуха (пр)
- 18 км: река Северная Куринка (лв)

## Данные водного реестра
По данным государственного водного реестра России относится к Камскому бассейновому округу, водохозяйственный участок реки — Вятка от города Киров до города Котельнич, речной подбассейн реки — Вятка. Речной бассейн реки — Кама.
Код объекта в государственном водном реестре — 10010300312111100035942.